# Arturo Pomar (ajedrecista)
Arturo Pomar Salamanca (Palma de Mallorca, 1 de septiembre de 1931-Barcelona, 26 de mayo de 2016) fue un ajedrecista español que llegó a ser Gran Maestro Internacional.

## Biografía

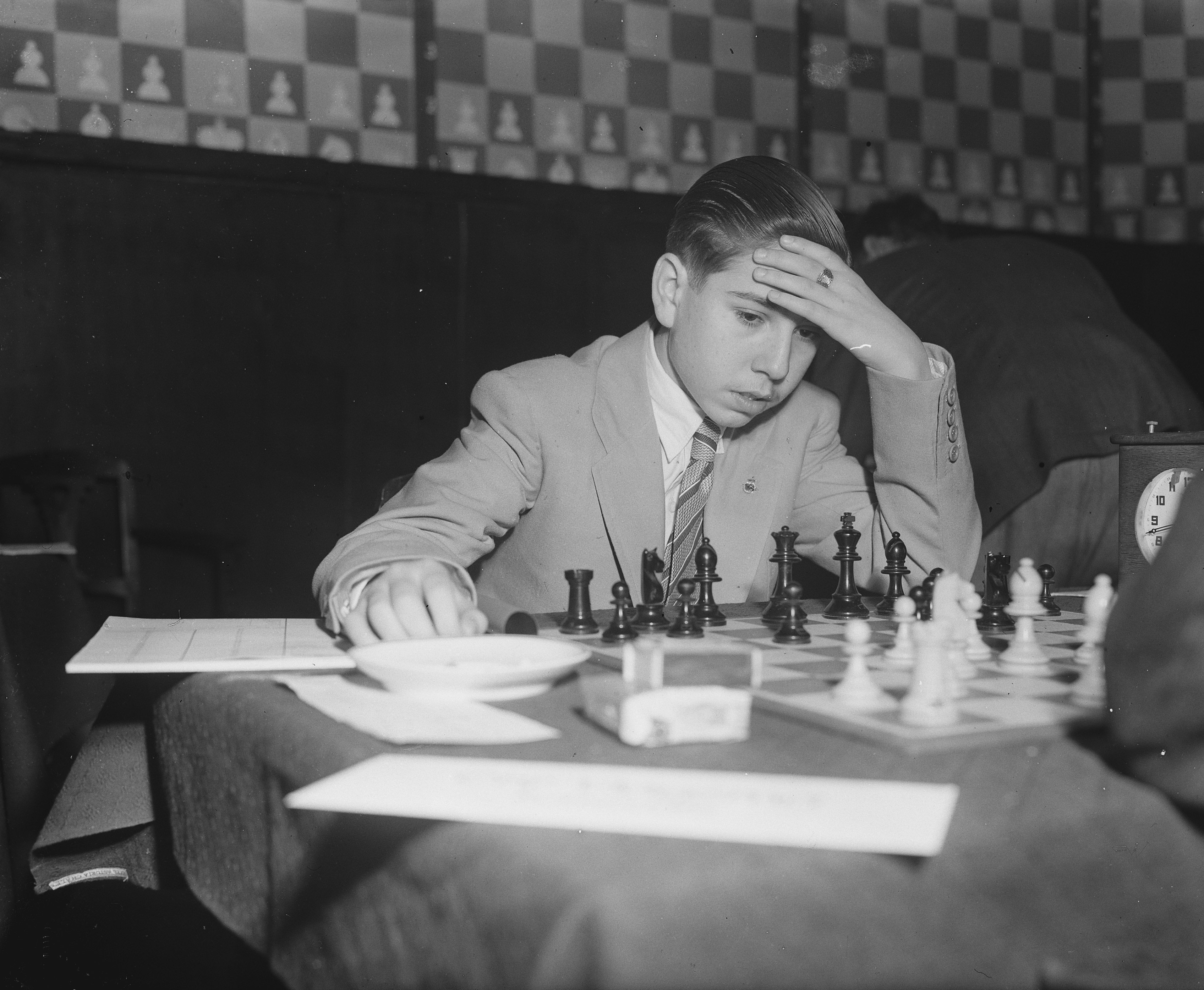
Arturo Pomar (Baarn, 1947)

Pomar nació en Palma (Mallorca- Islas Baleares) y fue conocido en su juventud como Arturito. Aclamado como un prodigio del ajedrez, a los 10 años quedó subcampeón provincial y ganó el título al año siguiente. El gran maestro soviético Aleksandr Kótov comentó de él en una ocasión que si hubiera nacido en la Unión Soviética, habría sido un serio aspirante al título mundial. Pomar poseía facultades para haber estado en lo más alto del ajedrez, pero la España de posguerra no era un escenario adecuado para su preparación. Antes, al contrario, sus cualidades fueron aprovechadas por el régimen para exhibirlo como muestra de una pretendida inteligencia superior española para este juego. Bien es verdad que la presencia del niño prodigio en reportajes del NO-DO y en periódicos y revistas elevó el interés por el ajedrez en España como nunca ningún otro jugador lo había logrado antes.
Nacido el 1 de septiembre de 1931 en Palma (Mallorca-Islas Baleares), emigró a Madrid en 1944 donde estudió en el colegio de Areneros, regentado por los jesuitas. Con 12 años, Pomar se hizo célebre al hacer tablas en el Torneo Internacional de Gijón con el campeón del mundo Alexander Alekhine, quien alabó su forma de juego diciendo: «Pomar tiene unas dotes excepcionales de intuición para llegar a ser un gran jugador de ajedrez». En enero de 1946,  Arturo Pomar viajó a Londres para participar en el torneo internacional organizado por el Sunday Chronicle, y el 9 de julio del mismo año logró en Santander el primero de sus siete títulos de campeón nacional, con 11 puntos, medio más que Medina, su más directo rival en aquellos años; conquistó los otros en 1950, 1957, 1958, 1959, 1962 y 1966.
Fue recibido por el dictador Francisco Franco y apareció como héroe nacional en el noticiario cinematográfico. Pero pasado su momento de gloria, las autoridades se olvidaron de él. Maestro internacional en 1950, la necesidad le llevó en 1952 a dejar en segundo plano la competición, mal pagada, para centrarse en las exhibiciones, que resultaban algo más lucrativas. Comenzó una extenuante gira por toda América -de Argentina a Canadá- que se prolongó casi tres años, llegando a hacer varias giras simultáneamente. En 1962 alcanzó la categoría de gran maestro, la más alta que concede la Federación Internacional. En ese mismo año, fue capaz de hacer tablas con Bobby Fischer en el Torneo Interzonal de Estocolmo.
Obtuvo una plaza de funcionario de Correos en Ciempozuelos, pero tenía que pedir excedencias sin sueldo para asistir a los torneos internacionales, a los que marchaba sin ayuda económica ni técnica. Por todo ello, nunca entrenó lo suficiente. Su mejor clasificación data de 1967, cuando apareció en la lista de la FIDE en el puesto 40 del mundo con 2530 puntos ELO. Disputó 12 Olimpiadas entre 1958 y 1980 y en la mayoría de los casos encabezó el equipo español. Sus mejores clasificaciones individuales en esta competición las logró en Leipzig 1960, en la que fue tercero, y dos años después noveno en Varna.
Se retiró de la competición en 1977. En abril de 2000, Pomar donó sus trofeos al Museo del Deporte de Mallorca. En 2001 enviudó de Carmen Pérez, con la que se había casado en 1958 y de la que tuvo siete hijos, y en octubre de 2004 recibió en Calviá (Mallorca) la medalla de oro del comité organizador de la Olimpiada de Ajedrez.
Después de una vida dedicada al estudio y desarrollo del ajedrez, Pomar falleció el 26 de mayo de 2016 en Barcelona, a los 84 años. Sobre su vida apareció en 2009 el libro Arturo Pomar: una vida dedicada al ajedrez, escrito por Antonio López Manzano y Joan Segura Vila.

## Estilo y títulos
Arturo Pomar practicaba un juego eminentemente posicional, que intentaba siempre complicar para llevarlo al tramo final, donde fue un auténtico maestro, como demuestra el libro escrito por él Las pequeñas ventajas en el final. Sus aperturas preferidas eran las aperturas cerradas con blancas, como la apertura inglesa y la defensa india de dama, o la defensa Caro-Kann y la defensa semieslava con negras.
Consiguió el título de Maestro Internacional a los 22 años y el de Gran Maestro Internacional a los 30.

## Competiciones oficiales nacionales
Ganó el Campeonato de España de ajedrez en siete ocasiones, en 1946 y 1950 superando al maestro internacional Antonio Medina García, en 1957 superando al jugador Miguel Farré, en 1958 superando al jugador Ángel Ribera, en 1959 superando al jugador Máximo López, en 1962 superando al jugador Jaime Lladó Lumbera y en 1966 superando al maestro internacional Antonio Medina García, siendo subcampeón en cuatro ocasiones, en 1951 por detrás de Román Torán, en 1956 por detrás de Jaime Lladó Lumbera, en 1964 por detrás de Antonio Medina García y 1969 por detrás de Juan Manuel Bellón López.
Ganó el campeonato de Baleares de ajedrez en el año 1944 y el antiguo campeonato de Castilla de ajedrez en cuatro ocasiones, en los años 1945, 1948, 1950 y 1957.

## Competiciones oficiales internacionales
Arturo Pomar tiene el mejor registro de España en cuanto a participaciones en las Olimpíadas de ajedrez, participando en 12 ocasiones, haciendo 95.5/174 puntos (+49 =93 -32) y ganando una medalla de bronce individual. Sus resultados detallados son:
- Múnich (1958): Primer tablero, 9.º por equipos, 9/17 (+5 =8 -4).
- Leipzig (1960): Segundo tablero, 20.º por equipos, 8.5/12 (+5 =7 -0). Medalla de Bronce individual.
- Varna (1962): Primer tablero, 13.º por equipos, 10/16 (+6 =8 -2).
- Tel Aviv (1964): Primer tablero, 13.º por equipos, 9.5/16 (+5 =9 -2).
- La Habana (1966): Primer tablero, 12.º por equipos, 8.5/16 (+5 =7 -4).
- Lugano (1968): Primer tablero, 19.º por equipos, 9/15 (+4 =10 -1).
- Siegen (1970): Primer tablero, 12.º por equipos, 8.5/16 (+3 =11 -2).
- Skopie (1972): Primer tablero, 11.º por equipos, 8.5/17 (+5 =7 -5).
- Niza (1974): Primer tablero, 12.º por equipos, 7/17 (+3 =8 -6).
- Haifa (1976): Primer tablero, 9.º por equipos, 6/11 (+2 =8 -1).
- Buenos Aires (1978): Segundo tablero, 9.º por equipos, 6/11 (+4 =4 -3).
- La Valetta (1980): Tercer tablero, 26.º por equipos, 5/10 (+2 =6 -2).

Arturo Pomar también ha participado con España en otros torneos internacionales por equipos. Fue primer tablero del Campeonato de Europa de ajedrez por equipos de Kapfemberg en 1970, haciendo 1.5/6 (+1 =1 -4) y terminando 7.º por equipos.
También participó en quince ocasiones en la Copa Clare Benedict, consiguiendo grandes resultados:
- Lugano (1959): Primer tablero, 2.º por equipos, 4/5 (+3 =2 -0). Plata por equipos y oro individual.
- Berna (1962): Primer tablero, 2.º por equipos, 3/5 (+2 =2 -1). Plata por equipos y oro individual.
- Lucerna (1963): Primer tablero, 2.º por equipos, 3/5 (+1 =4 -0).
- Lenzerheide (1964): Primer tablero, 4.º por equipos, 3.5/5 (+2 =3 -0). Oro individual.
- Berlín Oeste (1965): Primer tablero, 2.º por equipos, 3.5/5 (+2 =3 -0). Oro individual.
- Brno (1966): Primer tablero, 2.º por equipos, 1.5/5 (+0 =3 -2). Plata por equipos.
- Leysin (1967): Primer tablero, 2.º por equipos, 2.5/5 (+1 =3 -1). Plata por equipos.
- Bad Aibling (1968): Primer tablero, 4.º por equipos, 2.5/4 (+2 =1 -1).
- Adelboden (1969): Primer tablero, 3.º por equipos, 3.5/5 (+2 =3 -0). Bronce por equipos y oro individual.
- Paignton (1970): Primer tablero, 1.º por equipos, 4/5 (+3 =2 -0). Oro por equipos y oro individual.
- Madrid (1971): Primer tablero, 3.º por equipos, 3/5 (+1 =4 -0). Bronce por equipos y oro individual.
- Viena (1972): Primer tablero, 3.º por equipos, 2.5/5 (+0 =5 -0). Bronce por equipos.
- Gstaad (1973): Primer tablero, 5.º por equipos, 3/6 (+1 =4 -1).
- Cala Galdana (1974): Primer tablero, 7.º por equipos, 1.5/4 (+1 =1 -2).
- Copenhague (1977): Segundo tablero, 4.º por equipos, 1.5/6 (+0 =3 -3).

En 1960 venció el torneo zonal de Madrid.

## Torneos internacionales
En 1961 venció en el Torneo Internacional de Torremolinos.
En 1964 y 1971 ganó el Torneo Internacional de Málaga.
En 1966 fue segundo en Palma de Mallorca por detrás de Mikhail Tal. Revalidó el título de Gran Maestro internacional al vencer en el torneo de Costa del Sol en 1971, y su segundo puesto, tras el húngaro Lajos Portisch, en el XXXIV Torneo Corus de ajedrez (Holanda) constituyó su mayor triunfo individual.

## Partidas notables
Alexander Alekhine - Arturo Pomar, Gijón (1944), Apertura española (C79):
```
1.e4 e5 2.Cf3 Cc6 3.Ab5 a6 4.Aa4 Cf6 5.O-O d6 6.c3 Ag4 7.d4 b5 8.Ab3 Ae7 9.Ae3 O-O 10.Cbd2 Te8 11.h3 Ah5 12.d5 Ca5 13.Ac2 Tc8 14.a4 c5 15.axb5 axb5 16.g4 Ag6 17.Ch4 Cd7 18.Cf5 Axf5 19.gxf5 Ag5 20.De2 c4 21.Rh1 Ta8 22.Tg1 Axe3 23.Dxe3 Df6 24.Tg4 Rh8 25.Tag1 Tg8 26.Cf3 Cb7 27.Th4 Ta6 28.Dg5 Cd8 29.Dh5 Cf8 30.Ch2 g6 31.Dh6 Dg7 32.Cg4 f6 33.fxg6 Dxg6 34.De3 Dg5 35.Th6 Dxe3 36.fxe3 Cd7 37.Tf1 Ta2 38.Cxf6 Cxf6 39.Thxf6 Txb2 40.Ad1 Tgg2 41.Af3 Tg3 42.Ag4 Tgg2 43.Ta1 Th2+ 44.Rg1 Thg2+ 45.Rf1 Th2 46.Re1 b4 47.cxb4 c3 48.Tc1 h5 49.Ad1 Rg7 50.Tf1 c2 51.Ae2 Cf7 52.Rd2 Txb4 53.Txc2 Cg5 54.Tc7+ Rg6 55.Rc3 Ta4 56.Ab5 Cxe4+ 57.Rb3 Taa2 58.Tg1+ Rh6 59.Tb1 Tad2 60.Ad7 Txd5 61.Rc4 Tc2+ 62.Rxd5 Txc7 63.Rxe4 Txd7 64.h4 d5+ 65.Rxe5 Te7+ 66.Rf5 Txe3 67.Tb6+ Rh7 68.Td6 Te4 69.Td7+ Rh6 70.Td6+ Rh7 71.Td7+ Rh6 1/2-1/2
```

## Libros publicados
Ha escrito los siguientes libros:
- Mis 50 partidas con maestros, esfera Dossat, ISBN, año 1945.[16]
- Temas de ajedrez, editorial Porrúa, ISBN, año 1956.[17]
- Las pequeñas ventajas en el final, editorial Ricardo Aguilera, ISBN, año 1958.
- El arte de ver la ventaja, editorial Ricardo Aguilera, ISBN 978-84-7005-074-9, año 1968.
- Ajedrez elemental, editorial Martínez Roca, V. N. Panov, prólogo de Arturo Pomar, ISBN 84-270-0082-0, Barcelona, año 1971.